# Karlik (ryba)
Karlik (Trisopterus minutus) – jadalna ryba morska z rodziny dorszowatych (Gadidae).

## Występowanie
Występuje zwykle na głębokościach od 10 do 200 m w północno-wschodnim Atlantyku, od wybrzeży Norwegii do Portugalii (w zimie także w Morzu Śródziemnym). 

## Charakterystyka
Dorasta maksymalnie do 40 cm, przeciętnie około 20 cm długości. Żywi się skorupiakami, wieloszczetami i małymi rybami. Wykorzystywana gospodarczo na niewielką skalę.